# Рудской, Иван Иванович
Иван Иванович Рудской (12 марта 1929 год, Харьковская область, Украинская ССР — 1 января 1985 год, Кустанай, Казахская ССР) — бригадир тракторной бригады Джамбулской МТС Кустанайской области, Казахская ССР. Герой Социалистического Труда (1957).

## Биография
Родился в 1929 году в Харьковской области. Рано осиротел. Воспитывался в семье дяди в Киевской области.
Окончил школу. После освобождения области от немецкой оккупации, с 1944 года работал в мастерских в местной МТС.
Служил в Советской Армии с 1950 по 1953 годы, сержант.
В 1954 году по комсомольской путёвке в составе тракторной бригады отправился на освоение целины в Кустанайскую область Казахстана. Трудился механиком, трактористом, бригадиром трактористов на Джамбулской МТС (по другим данным — Джаркульской МТС) Кустанайской области.
В 1954 году бригада Ивана Рудского вспахала и обработала 3200 гектаров целины, в 1955 году — 4907 гектаров. В 1956 году бригада Ивана Рудского, обслуживавшая колхозы имени им. Калайды и «Красный Октябрь», собрала в среднем с каждого гектара по 25,1 центнера зерновых на участке площадью 3540 гектаров. В этом году бригада заняла второе место во Всесоюзном социалистическом соревновании. Указом Президиума Верховного Совета СССР от 11 января 1957 года за особо выдающиеся успехи, достигнутые в работе по освоению целинных и залежных земель, и получение высокого урожая удостоен звания Героя Социалистического Труда с вручением ордена Ленина и золотой медали «Серп и Молот».
В 1956 году был избран в члены ЦК ВЛКСМ. Избирался депутатом Верховного Совета Казахской ССР, делегатом XII съезда ВЛКСМ и VII съезда Компартии Казахстана.
В 1963 году назначен управляющим отделением совхоза «Боровской».
Затем переехал в Кустанай, работал на железной дороге.
Скончался 1 января 1985 года. Похоронен в Костанае.

## Награды
- Медаль «За освоение целинных земель» (1956)
- Медаль «За трудовую доблесть» (28.05.1960)